# The Lonely Villa
The Lonely Villa er en amerikansk stumfilm fra 1909 af D. W. Griffith.

## Medvirkende
- David Miles som Robert Cullison
- Marion Leonard som Mrs. Robert Cullison
- Mary Pickford
- Gladys Egan
- Adele DeGarde